# Abronia campbelli
Espèce
Statut de conservation UICN

 CR B1ab(iii,v) : 
En danger critique
Abronia campbelli est une espèce de sauriens de la famille des Anguidae.

## Répartition
Cette espèce est endémique du département de Jalapa au Guatemala. Elle se rencontre entre 1 800 et 1 900 m d'altitude sur le Cerro Tablón de las Minas.

## Étymologie
Cette espèce est nommée en l'honneur de Jonathan Atwood Campbell.

## Publication originale
- Brodie & Savage, 1993 : A new species of Abronia (Squamata: Anguidae) from a dry oak forest in eastern Guatemala. Herpetologica, vol. 49, no 4, p. 420-427.